# Propolydesmus dismilus
Propolydesmus dismilus är en mångfotingart som först beskrevs av Berlese 1891.  Propolydesmus dismilus ingår i släktet Propolydesmus och familjen plattdubbelfotingar. Inga underarter finns listade i Catalogue of Life.